# Ondřej Kušnír
Ondřej Kušnír (* 5. dubna 1984, Ostrava) je bývalý český fotbalista a reprezentant, který v létě 2020 ukončil hráčskou kariéru, a to v dresu Třince. Nejčastěji nastupoval na pravém okraji obranné či záložní řady. Mimo ČR působil na klubové úrovni v Kazachstánu a Rumunsku.
Je to rychlostní typ hráče s velmi dobrou střelou. Otcem je bývalý fotbalista Jindřich Kušnír, mj. člen kádru mistra ligy 1985/86 TJ Vítkovice.

## Klubová kariéra

### Vítkovice
S fotbalem začal v rodné Ostravě v tehdejším TJ Vítkovice. Zde postupně prošel všemi mládežnickými celky a v 19 letech si připsal i první druholigový start za první mužstvo. O rok později již začal nastupovat pravidelněji a v dalších sezónách se postupně vypracoval až v oporu mužstva, které opustil po sezóně 2005/06.

### FK Viktoria Žižkov
Poté přestoupil do ambiciózní Viktorie Žižkov. I zde se okamžitě stal nedílnou součástí základní sestavy a hned v první sezóně ve Viktorii výraznou měrou přispěl k jejímu návratu po třech letech zpět mezi elitu. Poté, co okusil i 1. českou ligu, přišel další krok v jeho kariéře.

### AC Sparta Praha
Svým drzým stylem hry upoutal pozornost Sparty a v létě 2008 se stal jejím hráčem. V podzimní část sezóny 2008/09 moc příležitostí nedostával, ovšem jarní část již odehrál na pozici pravého obránce, kde chyběl pouze v jednom soutěžním utkání.

### FC Slovan Liberec
Na začátku sezóny 2012/13 podepsal smlouvu se Slovanem Liberec, vítězem Gambrinus ligy 2011/12. Nastoupil v dvojutkání předkola play-off (resp. 4. předkolo) Evropské ligy 2012/13 proti ukrajinskému týmu Dněpr Dněpropetrovsk. 23. srpna 2012 remizoval Liberec doma 2:2, v odvetě 30. srpna na Ukrajině prohrál 2:4 a do skupinové fáze Evropské ligy se nekvalifikoval.
První ligový gól v dresu severočeského klubu vstřelil 9. března 2013 proti hostujícím Českým Budějovicím, v 31. minutě vyrovnával na průběžných 1:1, přispěl tak k výhře Liberce 3:1.
22. srpna vstřelil gól v prvním utkání 4. předkola Evropské ligy 2013/14 proti italskému celku Udinese Calcio, z cca 25 metrů trefil nádherně pod břevno. Liberec zvítězil na italské půdě 3:1 (hrálo se v Terstu) a vytvořil si velmi slibnou pozici do domácí odvety. S Libercem si zahrál i ve skupinové fázi Evropské ligy (kde se tým střetl se španělskou Sevillou, německým Freiburgem a portugalským Estorilem).

### Tobol Kostanaj
V lednu 2014 využil výstupní klauzule ve smlouvě a odešel na zahraniční angažmá do kazašského klubu Tobol Kostanaj, kde se setkal s krajany Jiřím Jeslínkem a Štěpánem Kučerou. Tobol v sezóně 2014 spadl do skupiny o udržení.

### SK Sigma Olomouc
V lednu 2015 podepsal půlroční smlouvu s druholigovým klubem SK Sigma Olomouc, s nímž vybojoval postup do 1. české ligy. Nabídku na pokračování nedostal a v červenci se stal volným hráčem.

### Turnaj FIFPro
Po konci smlouvy v Olomouci v červenci 2015 posílil český výběr fotbalistů bez angažmá pod hlavičkou ČAFH, který na mezinárodním evropském turnaji FIFPro vyhrál titul.

### FC Rapid București
V srpnu 2015 se dohodl na smlouvě s druholigovým rumunským klubem FC Rapid București (i s krajany Tomášem Joslem a Jiřím Jeslínkem).

### FK Dukla Praha
V létě 2016 se vrátil do ČR, kde v červenci podepsal dvouletou smlouvu s klubem FK Dukla Praha.

### FK Fotbal Třinec
V srpnu 2018 podepsal smlouvu s fotbalovým Třincem hrajícím Fortuna Národní ligu. V té době diskutovaná smlouva s třetiligovým italským klubem Syracusa ze Sicílie podepsána nebyla. Smlouva s Třincem je platná do roku 2020.

## Reprezentační kariéra
Na kontě má po 1 startu za reprezentační výběry České republiky do 19 let a 21 let.

### A-mužstvo
V české seniorské reprezentaci debutoval 3. března 2010 v přátelském utkání proti Skotsku v Glasgowě, odehrál 86 minut a pak jej vystřídal Daniel Pudil. Zápas skončil vítězstvím domácího týmu 1:0.
Zúčastnil se i Kirin Cupu v roce 2011, kde Česká republika remizovala s Peru (0:0) a Japonskem (0:0) a obsadila společně s oběma soupeři dělené první místo. Na turnaji odehrál první poločas proti Peru.

Celkem odehrál v letech 2010–2011 za český národní tým 4 zápasy, branku nevstřelil.